# Zalduondo
Zalduondo – gmina w Hiszpanii, w prowincji Araba, w Kraju Basków, o powierzchni 12,03 km². W 2011 roku gmina liczyła 185 mieszkańców.